# حرة بدر
حرة حلا بدر (بالإنجليزية: Hala-'l Badr)‏ هو بركان في شمال غرب المملكة العربية السعودية. البركان من نوع مخروط رماد، ويقع في الركن الشمالي الشرقي لجبل ثادرا تيبل في حوض الجاو، وهو تآكل الانقسام بين حرة الراحة وحرة العويد. تاريخ ثوران وانفجار البركان غير معروف حاليًا، لكن الدراسات الجيولوجية أظهرت أن حلة البدر اندلعت بعض الوقت خلال العصر الهولوسين، وأن آخر تدفقات الحمم البركانية كانت موجودة في حوض الجاو. بدر لديه مؤشر انفجار بركاني لا يقل عن 2، لذلك فهو قادر على إنتاج عمود رماد ثوران بارتفاع 3 أميال (4.8 كم) على الأقل.
اقترح كُتاب بمن فيهم تشارلز بيك، وسيغموند فرويد، وإيمانويل فيليكوفسكي، وكولين هامفريز، إدوارد ماير، ومارتن نوت، وهيرمان غونكل، أن الوصف التوراتي للنار الملتوية على جبل سيناء يشير إلى بركان ثائر في أرض مدين التوراتية. يكتب غونكيل، «الروايات الإسرائيلية عن ظهور الرب في شجيرة الشوكة المحترقة، في سيناء المشتعلة والتدخين، وخاصة في أركان الدخان والنار..يمكن تفسيره أصلاً من حقيقة أنه، في اعتقاد بنو إسرائيل المبكر، كان الرب إله بركان سيناء». يستبعد هذا الاحتمال جميع القمم الموجودة في شبه جزيرة سيناء وجبل سعير، ولكنه يتطابق مع عدد من الأماكن في شمال غرب المملكة العربية السعودية، والتي تعتبر حرة بدر أبرزها.[بحاجة لمصدر] تخلى بيك عن نظريته القائلة بأن سيناء كانت بركانًا عندما علم أن جبل باغير أيضًا "جبل النور"، وجبل سيناء البركاني الذي كان يقع شمال شرق خليج العقبة، لم يكن جبلًا بركانيًا.

## وصلا خارجية
- Google Maps satellite view
- Eric Kvaalen. "Hala-'l Badr". مؤرشف من الأصل في 2016-08-01. Graphs showing volcanic eruptions of the time, based on ice cores
- W. J. Paul (21 Apr 2004). "Sinaï, een berg in Arabië" (بالهولندية). Archived from the original on 2014-06-09.